# 汴頭村
汴頭村是位在臺灣中部地區彰化縣伸港鄉的最南方，鄰近和美鎮。清乾隆20年（西元1755年）柯儀降開墾時在六股圳設立一汴門（分水閘），本村位於汴門之頭，故「汴頭村」因此得名。

## 歷史
汴頭村是以汴頭聚落為名的村落，1920年改名彰化郡線西庄，1945年汴頭村屬於線西堡埤仔墘庄的行政區範圍內。

## 行政區劃
- 十八張
- 三塊厝子
- 汴頭
- 圳下